# The Night Riders (film 1939)
The Night Riders è un film del 1939 diretto da George Sherman.
È un film western statunitense con John Wayne, Ray Corrigan e Max Terhune. Fa parte della serie di 51 film western a basso costo dei Three Mesquiteers, basati sui racconti di William Colt MacDonald e realizzati tra il 1936 e il 1943. Wayne partecipò ad otto di questi film. The Night Riders si basa sulle gesta di un abile truffatore del XIX secolo, James Addison Reavis, che negli anni 1880 arrivò a dichiararsi proprietario dello stato dell'Arizona.

## Produzione
Il film, diretto da George Sherman su una sceneggiatura di Betty Burbridge e Stanley Roberts, fu prodotto da William Berke per la Republic Pictures e girato nell'Agoura Ranch ad Agoura in California. Il titolo di lavorazione fu Lone Star Bullets.

## Distribuzione
Il film fu distribuito con il titolo The Night Riders negli Stati Uniti dal 12 aprile 1939 al cinema dalla Republic Pictures.
Alcune delle uscite internazionali sono state:
- negli Stati Uniti il 7 settembre 2009 (Cinecon Film Festival)
- in Germania (Reiter in der Nacht e, in DVD, Terror Reiter Der Nacht)

### Distribuzione in Italia
Secondo MyMovies il film è stato distribuito in Italia con il titolo Night Riders, per FilmTV.it con il titolo Il fuorilegge del Wyoming, per il sito fondocinema.it con il titolo I cavalieri della notte.

## Promozione
La tagline è: "Three game guys unite to quell the most daring land-grant swindle in the history of the old West.".